# Monica Chef
Monica Chef (Mónica Chef) è una serie televisiva girata in lingua spagnola trasmessa sul canale italiano Disney Channel ed in chiaro su Boing, interpretata da Isabel Madolell, Javier Ramos e Giulia Guerrini. La serie, di produzione italo-spagnola, segue le vicende della sedicenne Mónica, alle prese con il suo sogno di diventare uno Chef rinomato. Nonostante non sia una serie originale Disney, conta con la collaborazione di Disney Italia.
In Italia, la serie ha debuttato su Disney Channel con la prima parte della prima stagione dal 31 marzo al 2 giugno 2017 e con la seconda parte dal 28 agosto 2017 al 22 settembre 2017.
In Spagna è andata in onda su Clan dal 22 ottobre 2017 però fu interrotta il 5 dicembre nell'episodio 24 senza spiegazioni. Il 17 febbraio 2018 è iniziata di nuovo dall'episodio 1 ed è finita il 15 luglio 2018.

## Trama
La sedicenne Mónica, dopo aver vinto una borsa di studio nella più prestigiosa accademia di cucina della città, la A.C.E.S. (Alta Cocina Escuela Superior, Scuola Superiore di Alta Cucina), spera di realizzare il suo sogno di diventare uno Chef rinomato. Dovrà mettersi in gioco per superare con successo le prove di alta cucina del suo corso scolastico, così differenti dallo stile culinario col quale è cresciuta nella pizzeria del padre.  Per farlo, si rifugerà in sogni musicali che le permetteranno di trovare la giusta strada.

## Episodi
| Stagione       | Episodi | Prima TV Spagna | Prima TV Italia |
| -------------- | ------- | --------------- | --------------- |
| Prima stagione | 40      | 2017-2018       | 2017            |

## Personaggi e interpreti
- Mónica Gómez Grilloni, interpretata da Isabel Madolell e doppiata da Laura Cherubelli; 
 Mónica è una ragazza che vive con il padre dopo aver perso la madre quando era molto piccola, e che ha un grande sogno: vuole diventare una chef. Il suo sogno è sul procinto di realizzarsi quando una sera il professor Francisco Castillo va a mangiare nella pizzeria del padre di Mónica e capta immediatamente il talento della ragazza e le propone di fare un test per essere ammessa nella prestigiosa scuola di cucina A.C.E.S. Mónica nonostante alcuni ostacoli riesce a passare il test ottenendo la borsa di studio insieme al suo nuovo amico Bruno. All'interno della scuola Mónica conosce numerosi ragazzi con i quali imparerà a convivere e rimane affascinata da Riki. I due si intendono subito e finiscono per diventare amici. Mónica se ne innamora e nell'episodio 20 della prima stagione, a seguito di una cattiveria di Vanessa, si baciano nel capanno dell'orto di Francisco. Mónica ha una migliore amica, Barbara, e con lei condivide tutto.
- Barbara Petersoli, interpretata da Giulia Guerrini e doppiata da Giulia Bersani; 
 Barbara è la migliore amica di Mónica e con lei condivide tutto. È lei a convincere Mónica a fare il provino alla A.C.E.S. Barbara è esperta di computer e lega subito con Bruno, un compagno di Mónica.
- Riki Ferrer, interpretato da Javier Ramos e doppiato da Gianandrea Muià;
- Vanessa Salazar (in originale Vanesa Salazar), interpretata da María De Nati e doppiata da Ilaria Silvestri;
- Bruno Sánchez, interpretato da Jordi Millán e doppiato da Vito Paparella;
- Carlos Martos, interpretato da Jorge Salvador e doppiato da Jacopo Fracasso;
- Pedro Gómez, interpretato da José Manuel Seda e doppiato da  Matteo Brusamonti;
- Lucía Torres, interpretata da Cristina Gallego e doppiata da Stefania De Peppe;
- Sebastián "Sebas" Ruiz García, interpretato da Ángel Pardo e doppiato da Giuseppe Calvetti;
- Fausto Olmos, interpretato da Antonio Gómez e doppiato da Luca Ghignone;
- Francisco Castillo, interpretato da Mariano Venancio e doppiato da Oliviero Corbetta;
- Ángela Ferrer, interpretata da Marta Calvó e doppiata da Valeria Falcinelli;
- Alessandro, interpretato da Riccardo Alemanni e doppiato da ?;

## Produzione
La serie, creata da Rafa García e David García, nasce da una co-produzione tra Funwood Media, Isla Audiovisual e 3zero2. La società canadese 9 Story Distribution International ne ha comprato i diritti per la distribuzione a livello internazionale, eccetto per la Spagna e l'Italia. Per queste ultime, Funwood Media ha concesso la licenza rispettivamente ai canali Clan e Disney Channel.
La serie è stata girata tra dicembre 2016 e febbraio 2017 in lingua spagnola tra Torrelodones (Madrid) e Milano.

## Contenuti extra

### B-Vlog
Dopo ogni due episodi, c'è un video di Barbara nel suo canale, il "B-Vlog", dove parla di tutti gli eventi che sono accaduti nella serie. I video sono stati girati due volte, in italiano e spagnolo rispettivamente, per Giulia Guerrini (Barbara).
1. Riuscirà Monica a realizzare il suo sogno?
2. Il segreto di Sebas e Pedro
3. L'amicizia di Barbara e Monica è in pericolo?
4. La lite per colpa del ballo
5. L'amicizia
6. Il segreto di Sebas
7. Riki è davvero speciale?
8. Cosa dovrà dire Riki a Mónica?
9. Gli adulti
10. La storia d'amore tra Monica e Riki
11. Il bacio tra Monica e Riki
12. Buoni e cattivi
13. La storia di Bruno e Barbara
14. Barbara e Monica volano in Italia
15. Che paura!
16. La rivalità tra Bruno e Fausto
17. Baci, dubbi e ancora baci
18. Quante emozioni per Mónica!
19. Decisioni difficili da prendere
20. Il gran finale

### Inside Monica Chef
Ogni episodio ha due video di 3 minuti intitolati "Inside Monica Chef", dove gli attori, i produttori, il compositore e la coreografa parlano di un personaggio, una canzone o di altri argomenti correlati alla serie. Questi video vengono postati solo sul sito di Mónica Chef in Spagna.
Curiosamente, in alcuni video (contrassegnati nella seguente lista con *) le scene della serie sono state mostrate con il doppiaggio italiano. In più, nel primo video parlano della canzone Lucharé, ma mostrano le riprese della versione italiana Lotterò.
1. "Lucharé" * / Isabel Madolell *
2. Javier Ramos / Sebas *
3. "Miedo" / Riki *
4. La escuela (La scuola) / Mónica y la escuela (Monica e la scuola) *
5. Bruno portavoz (Bruno portavoce) / Pedro y Lucía (Pedro e Lucía) *
6. Fausto contra Francisco (Fausto contro Francisco) / "Todos juntos"
7. Mónica y Bárbara (Monica e Barbara) / Sebas y Pedro (Sebas e Pedro) *
8. La fiesta (La festa) / "Vuelve a soñar" *
9. Ángela / La reacción de Vanesa (La reazione di Vanessa) *
10. Bárbara y Bruno (Barbara e Bruno) / ¿Odia Sebas a Mónica? (Sebas odia Monica?)
11. El huerto en peligro (L'orto in pericolo) / Giulia Guerrini
12. El diario misterioso (Il diario misterioso) * / La vida de Sebas (La vita di Sebas)
13. Francisco / Jordi Millán
14. ¿Cambiará Riki? (Riki cambierà?) / Vanesa y Riki (Vanessa e Riki)
15. Salvar la pizzería (Salvare la pizzeria) / Bárbara y el huerto (Barbara e l'orto)
16. ¿Fausto derrotado? (Fausto sconfitto?) / Carlos
17. Bárbara y Bruno 2 (Barbara e Bruno 2) / "Un mundo entero"
18. Sebas cocina con Pedro (Sebas cucina con Pedro) / "Ven a volar"
19. Resumen hasta ahora (Riassunto finora) / El secreto de Bruno (Il segreto di Bruno)
20. Mónica y Riki (Mónica e Riki) / Canciones de la serie (Canzoni della serie) *
21. "Un centímetro" / Ángela
22. El plan de Vanesa (Il piano di Vanessa) / Lucía
23. Mónica enfadada con Riki (Monica arrabbiata con Riki) / "Al final"

## Colonna sonora
Musica e colonna sonora composta da Roberto Comins Cubertorer (Bobkomyns), tranne le canzoni "Al final" e "Un centimetro" composta da Pablo García.
La sigla della serie, Lucharé, è cantata da Isabel Madolell e Javier Ramos, mentre i doppiatori Laura Cherubelli e Gianandrea Muià ne cantano la versione italiana, Lotterò.
La prima stagione della serie contiene 11 canzoni originali tra cui due (Lucharé e Amigos para siempre) delle quali ne è stata registrata una versione italiana (Lotterò e Amici per sempre). Le scene in cui è presente Lotterò non solo sono state doppiate, ma anche girate in italiano.
Il 9 settembre 2017 uscì il primo CD musicale della serie. L'album contiene le 11 canzoni della prima stagione con l'aggiunta della versione ballata di Lucharé e della seconda versione di Vuelve a soñar: I brani italiani Lotterò e Amici per sempre non sono inclusi nell'album.
1. Lucharé, cantata da Isabel Madolell e Javier Ramos
2. Amigos para siempre, cantata da Isabel Madolell e Giulia Guerrini
3. Vuelve a soñar (Pt. 1), cantata da Isabel Madolell e Javier Ramos
4. Todos juntos, cantata da Isabel Madolell, Javier Ramos e Giulia Guerrini
5. Especial, cantata da Isabel Madolell
6. Un centímetro, cantata da Javier Ramos
7. Un mundo entero, cantata da Isabel Madolell
8. Nuestro mapa, cantata da Isabel Madolell
9. Al final, cantata da Isabel Madolell
10. Ven a volar, cantata da Isabel Madolell
11. Miedo, cantata da Isabel Madolell
12. Lucharé (ballata), cantata da Isabel Madolell
13. Vuelve a soñar (Pt. 2), cantata da Isabel Madolell e Javier Ramos

A livello internazionale, tutte le canzoni della serie sono state tradotte anche in portoghese e danese.

## Distribuzione internazionale
| Paese                          | Canale           | Prima TV          | Titolo        | Fonti  |
| ------------------------------ | ---------------- | ----------------- | ------------- | ------ |
| Italia                         | Disney Channel   | 31 marzo 2017     | Monica Chef   | [ 3 ]  |
| Italia                         | Boing            | 19 febbraio 2018  | Monica Chef   | [ 4 ]  |
| Brasile                        | Gloob            | 25 settembre 2017 | Mônica Chef   | [ 5 ]  |
| Spagna                         | Clan             | 22 ottobre 2017   | Mónica Chef   | [ 6 ]  |
| Francia                        | Disney Channel   | 29 gennaio 2018   | Monica Chef   | [ 7 ]  |
| Paesi Bassi Belgio Lussemburgo | Disney Channel   | 5 marzo 2018      | Monica Chef   | [ 8 ]  |
| Danimarca                      | DR Ultra / DR TV | 26 marzo 2018     | Monica Chef   | [ 9 ]  |
| Portogallo                     | SIC K            | 27 gennaio 2020   | A chef Mónica | [ 10 ] |